# Akira Sasaki
Akira Sasaki nació el 26 de septiembre de 1981 en Ono (Japón), es un esquiador que tiene 3 podios en la Copa del Mundo de Esquí Alpino.

## Resultados

### Juegos Olímpicos de Invierno[2]
- 2002 en Salt Lake City, Estados Unidos
  - Eslalon Gigante: 34.º

- 2010 en Vancouver, Canadá
  - Eslalon: 18.º

### Campeonatos mundiales
- 2001 en Sankt Anton, Austria
  - Eslalon: 19.º

- 2003 en St. Moritz, Suiza
  - Super Gigante: 38.º

- 2007 en Åre, Suecia
  - Eslalon Gigante: 28.º
  - Combinada: 36.º
  - Super Gigante: 54.º
- 2013 en Schladming, Austria
  - Eslalon: 19.º

### Copa del Mundo

#### Clasificación general Copa del Mundo
- 2002-2003: 48.º
- 2003-2004: 38.º
- 2004-2005: 49.º
- 2005-2006: 25.º
- 2006-2007: 72.º
- 2007-2008: 60.º
- 2008-2009: 121.º
- 2009-2010: 71.º
- 2010-2011: 129.º

#### Clasificación por disciplinas (Top-10)
- 2005-2006:
  - Eslalon: 7.º